# Seo-gu, Incheon
Seo-gu (koreanska: 서구) är ett stadsdistrikt (gu) i staden och provinsen Incheon, i den nordvästra delen av Sydkorea, 28 km sydväst om huvudstaden Seoul.

## Administrativ indelning
Distriktet är indelat i 22 administrativa stadsdelar (dong):
Bullodaegok-dong,
Cheongna 1-dong,
Cheongna 2-dong,
Cheongna 3-dong,
Dangha-dong,
Gajeong 1-dong,
Gajeong 2-dong,
Gajeong 3-dong,
Gajwa 1-dong,
Gajwa 2-dong,
Gajwa 3-dong,
Gajwa 4-dong,
Geomamgyeongseo-dong,
Geomdan-dong,
Majeon-dong,
Oryuwanggil-dong,
Seongnam 1-dong,
Seongnam 2-dong,
Seongnam 3-dong,
Sinhyeonwonchang-dong,
Wondang-dong och
Yeonhui-dong.